# Benito Stern
Benito Stern Prac (Punta del Este, 23 de abril de 1937-Montevideo, 25 de enero de 2018) fue un empresario y político uruguayo perteneciente al Partido Colorado.

## Biografía
Se desempeñó como empresario del turismo en Punta del Este. Era casado y con dos hijos. 
Fue vicepresidente de la Junta Local de Punta del Este entre 1962 y 1966; luego fue presidente de la Asociación Nacional de Turismo entre 1967 y 1971. 
Militante del Partido Colorado, sector Batllismo, luchó contra la dictadura. En las elecciones de 1984 derrotó al otro candidato colorado, el exintendente Gilberto Acosta Arteta, y fue elegido intendente de Maldonado para el periodo 1985-1990. Se volvió a postular sin éxito en 1989 y 1994 (en ambas ocasiones, derrotado por Domingo Burgueño) y en 2000 (derrotado por Enrique Antía).
Durante el periodo 1990-1993 fue director en Antel. Posteriormente, durante la segunda presidencia de Julio María Sanguinetti, ocupó la titularidad del Ministerio de Turismo.
Falleció en 2018. Sus restos fueron sepultados en el Cementerio Israelita de La Paz.